# Фортеця на колесах (фільм)
«Фортеця на колесах» (рос. «Крепость на колёсах») — український радянський художній чорно-білий фільм 1960 року режисера Олега Ленціуса. Виробництво кіностудії імені Олександра Довженка.
Фільм знятий за реальними подіями перших днів німецько-радянської війни.

## Сюжет
В районі Канева в серпні 1941 року, прикриваючи переправу через Дніпро, героїчно б'ється бронепотяг під командуванням капітана П. К. Іщенка. Його завдання — зупинити просування ворога і прорвати кільце оточення, створивши рятівний коридор для радянських військ…

## У ролях
- Борис Дмоховський — командарм Усов
- Григорій Михайлов — командир бронепоїзда
- Василь Векшин — комісар Самарін
- Андрій Хлєбніков — старшина Гоголко
- Михайло Пуговкін — боєць Вожжов
- Наталія Наум — Надія
- Павло Дубашинський — Юрко
- Анвар Тураєв — Есет Ісмаїлі
- Борис Харитонов — радист
- Микола Козленко — Добрильченко
- Володимир Мишаков — машиніст Жур
- Володимир Коршун — Іваненко
- Олександр Ануров — капітан Бондаренко
- Степан Бірило — генерал фон Лютвіц
- Володимир Волков — боєць
- Олексій Бунін — Остап Корнійович, батько Наді
- Микола Крюков — Вальтер фон Лютвіц
- Наталя Кандиба — мати
- Борис Івченко — епізод

## Творча група
- Автор сценарію: Віктор Кондратенко
- Режисер: Олег Ленціус
- Композитор: Євген Зубцов